# Mostri del cielo e della Terra
Mostri del cielo e della terra (The Monster Book of Monsters) è un'antologia di racconti di fantascienza orrore del 1991, composta da 12 racconti di autori vari. È il numero 1155 della serie Urania.

## Racconti
- La pelle dipinta (The Painted Skin,1895) P'u Sung Ling
- Il mostro e la vergine (The Monster and the Maiden,1971) Roger Zelazny
- Non nominiamo mai zia nora (Frederik Pohl)
- Sacrificabile (Expensable,1988) Philip K. Dick
- L'orsacchiotto del professore (The Professor's Teddy Bear,1988) Theodore Sturgeon
- Mordono (They Bite,1943)Anthony Boucher
- Dopo la caduta di King Kong (After King Kong Fell,1973) Philip José Farmer
- Al largo di Phillisport (The Thing on Outer Shoal,1949) P. Schuyler Miller
- La sirena (The Fog Horn,1988) Ray Bradbury
- Il dottor zombie e i suoi piccoli amici pelosi (Can You Feel Anything When I do This?,1988) Robert Sheckley
- Perdere la faccia (Mujina,1988) Lafcadio Hearn
- Y come Yeti (Island of Fear,1963) William Sambrot
- IL SEGRETO DELL'UNIVERSO – Paradossi, serie convergenti...ma di cosa si tratta? Una visione ampia e illuminante di cosa è e cosa non è l'universo… (1990) Isaac Asimov
- Uno sconosciuto alla porta (Unnatural Strangers,1990) Wayne Wightman

## Edizioni
- Mostri del cielo e della terra, collana Urania n° 1155, Cles, Arnoldo Mondadori, 1991,  p. 143.